# Björkselberget
Björkselberget är ett naturreservat i Arvidsjaurs kommun i Norrbottens län.
Området är naturskyddat sedan 2009 och är 1 kvadratkilometer stort. Reservatet omfattar nordostsluttningar av berget med detta och några tjärnar nedanför. Reservatet består främst av tallurskog.